# Keith DeCandido

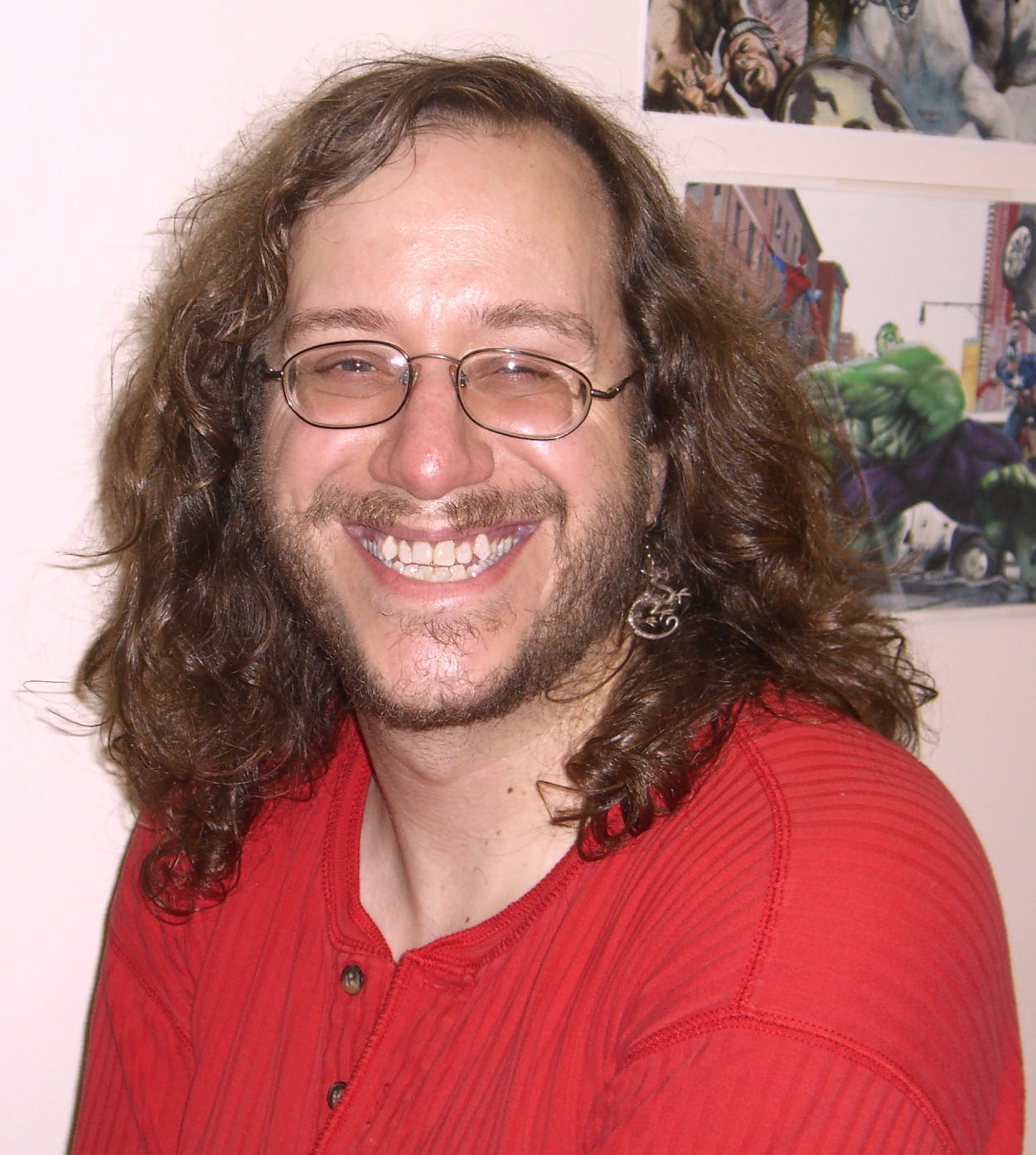
Keith DeCandido

Keith R. A. DeCandido (* 18. April 1969 in New York) ist ein US-amerikanischer Science-Fiction- und Fantasy-Autor.

## Leben
Keith DeCandidos Eltern waren bereits Fans von Raumschiff Enterprise. Er studierte an der Fordham University in New York City und 2000 erschienen seine ersten Romane. Sein Hauptwerk bilden Geschichten aus der Star-Trek-Franchise. Er schrieb auch für zahlreiche weitere Serien wie die Buch-Adaptionen zu der Resident-Evil-Filmreihe oder der Serie Supernatural. Seit 2004 erscheint mit Dragon Precinct seine eigene Fantasy-Romanserie auf Englisch, die es bislang auf acht Bände geschafft hat.

## Werke

### Buffy–Im-Bann-der-Dämonen-Roman
- 2000: Buffy – Im Bann der Dämonen: Xander-Auf Liebe und Tod

### Command&Conquer-Roman
- 2007: Command & Conquer: Tiberium Wars

### CSI-New-York-Roman
- 2008: CSI: NY: Ohne Ausweg

### Resident-Evil-Romane
- 2004: Resident Evil: Genesis (Roman zum Film)
- 2004: Resident Evil: Apocalypse (Roman zum Film)
- 2007: Resident Evil: Extinction (Roman zum Film)

### Spider-Man-Roman
- 2006: Spider-Man: Triple X – Verkommene Strassen

### StarCraft-Roman
- 2007: StarCraft – Ghost: Nova

### Star-Trek-Romane
- 2001: Raumschiff Enterprise: Das nächste Jahrhundert: Diplomatic Implausibility
- 2001: Star Trek: Deep Space Nine: Demons of Air and Darkness
- 2002: Star Trek: The Brave and the Bold
- 2003: Star Trek: The Lost Era: The Art of the Impossible
- 2003: Star Trek: I.K.S. Gorkon: A Good Day to Die
- 2003: Star Trek: I.K.S. Gorkon: Honor Bound
- 2004: Raumschiff Enterprise: Das nächste Jahrhundert: A Time for War, A Time for Peace
- 2005: Star Trek: Deep Space Nine: Worlds of Deep Space Nine: Ferenginar-Satisfaction is Not Guaranteed
- 2005: Star Trek: I.K.S. Gorkon: Enemy Territory
- 2005: Star Trek: Articles of the Federation
- 2007: Star Trek: Mirror Universe: Obsidian Alliances: Voyager-The Mirror Scaled Sarpent
- 2007: Raumschiff Enterprise: Das nächste Jahrhundert: Q&A
- 2008: Star Trek: Klingon Empire: A Burning House
- 2008: Star Trek: The Next Generation: Slings and Arrows 6: Enterprises of Great Pitch and Moment
- 2009: Star Trek: A Singular Destiny
- Star Trek: S.C.E.:
  - 2000: Fatal Error
  - 2001: Cold Fusion
  - 2001: Invincible 1+2 (mit David Mack)
  - 2001: Gateways Epilogue: Here There Be Monsters
  - 2002: War Stories 1+2
  - 2003: Breakdowns
  - 2005: Security
  - 2006: What’s Past 6: Many Splendors

### Star-Trek-Comics
- 2000: Raumschiff Enterprise: Das nächste Jahrhundert: Perchance to Dream

### Star-Trek-Kurzgeschichten
- 2002: Star Trek: What Lay Beyond: Horn and Ivory
- 2003: Star Trek: Deep Space Nine: Prophecy and Change: Broken Oaths
- 2003: Star Trek: New Frontier: No Limits: Revelations
- 2004: Star Trek: Tales of the Dominion War: The Ceremony of Innocence is Drowned
- 2005: Star Trek: Tales from the Captain’s Table: loDnIpu' vavpu' je (Brothers and Fathers)
- 2005: Star Trek: Voyager: Distant Shores: Letting Go
- 2007: Raumschiff Enterprise: Das nächste Jahrhundert: The Sky’s the Limit: Four Lights

### Supernatural-Romane
- 2007: Supernatural: Sie sind unter uns
- 2008: Supernatural: Bone Key
- 2009: Supernatural: Das Herz des Drachen

### World-of-Warcraft-Roman
- 2006: World of Warcraft: Teufelskreis